# Liste des ambassadeurs allemands à Madagascar
La liste des ambassadeurs allemands à Madagascar comprend les ambassadeurs de la République fédérale d'Allemagne et de la République démocratique allemande à Madagascar et les représentants de l'Empire allemand au Royaume de Madagascar. L'Ambassade est basée à Antananarivo. L'ambassade est également responsable de Maurice.

## République Fédérale d'Allemagne
| Nom de famille         | mandat    | Remarques                 |
| ---------------------- | --------- | ------------------------- |
| Ferdinand Friedensburg | 1960-1964 |                           |
| Willi George Steffen   | 1964-1967 |                           |
| Alfred Vestring        | 1971-1975 |                           |
| Kurt Smith             | 1975-1978 |                           |
| Pierre Scholz          | 1979-1983 |                           |
| Carl Heinz Rouette     | 1983-1987 |                           |
| Gottfried Fisher       | 1987-1991 |                           |
| Günter a tenu          | 1991-1994 |                           |
| Hubert Beemelmans      | 1995-1996 |                           |
| Heinz Peter Behr       | 2000-2003 |                           |
| Dieter Zeisler         | 2003-2006 |                           |
| Wolfgang Moser         | 2006-2010 |                           |
| Hans-Dieter Stell      | 2010-2013 | chargé d'affaires un. je. |
| Ulrich Hochschild      | 2013-2014 |                           |
| Harold Gehrig          | 2014-2019 |                           |
| Michel Derus           | 2019-2021 |                           |
| Günter Overfeld        | 2021      | chargé d'affaires un. je. |
| Wolfgang Wessel        | 2021-2022 |                           |
| Michel Haeusler        | 2022–     |                           |

## République démocratique allemande
| Nom de famille    | mandat    | Remarques                                      |
| ----------------- | --------- | ---------------------------------------------- |
| Helmut Matthes    | 1974-1976 | deuxième accrédité de Dar es Salaam / Tanzanie |
| Hans Jürgen Weitz | 1976-1980 | deuxième accrédité de Dar es Salaam / Tanzanie |
| Manfred Richter   | 1980-1981 |                                                |
| Manfred Schubarth | 1982-1985 |                                                |
| Claus Ernst       | 1985-1989 |                                                |
| Eléonore Schmid   | 1989-1990 |                                                |

## Empire allemand
| Nom de famille         | mandat    | Remarques |
| ---------------------- | --------- | --- |
| John Kock              | 1879-1882 | nommé consul en décembre 1879, entre à Tamatave en mai 1880                                                           |
| Carl Ebenau            | 1882-1883 | collecté divers reptiles et invertébrés sur la côte est de Madagascar et sur Nosy Be, homonyme d' Uroplates lebennaui |
| Heinrich Tappenbeck    | 1883–     | |
| Albrecht Percy O'Swald |           | |
| Heinrich Tappenbeck    |           | deuxième mandat |

## liens web
- Site de l'Ambassade d'Allemagne à Antananarivo

## littérature
- Georges Ranaivosoa : Documents pour L'Histoire des Relations entre Le Royaume de Madagascar et L'Allemagne . Éditions Revue de L'Océan Inde. Antananarivo (réimpression 2000)